# Common Type System
Pour les articles homonymes, voir CTS.
 (janvier 2025).
Si vous disposez d'ouvrages ou d'articles de référence ou si vous connaissez des sites web de qualité traitant du thème abordé ici, merci de compléter l'article en donnant les références utiles à sa vérifiabilité et en les liant à la section « Notes et références ».
Common Type System (CTS) est un terme de Microsoft utilisé [Quand ?] pour décrire le traitement des types de données dans le framework .NET.